# تربة أمراء الدولة الأخشيدية

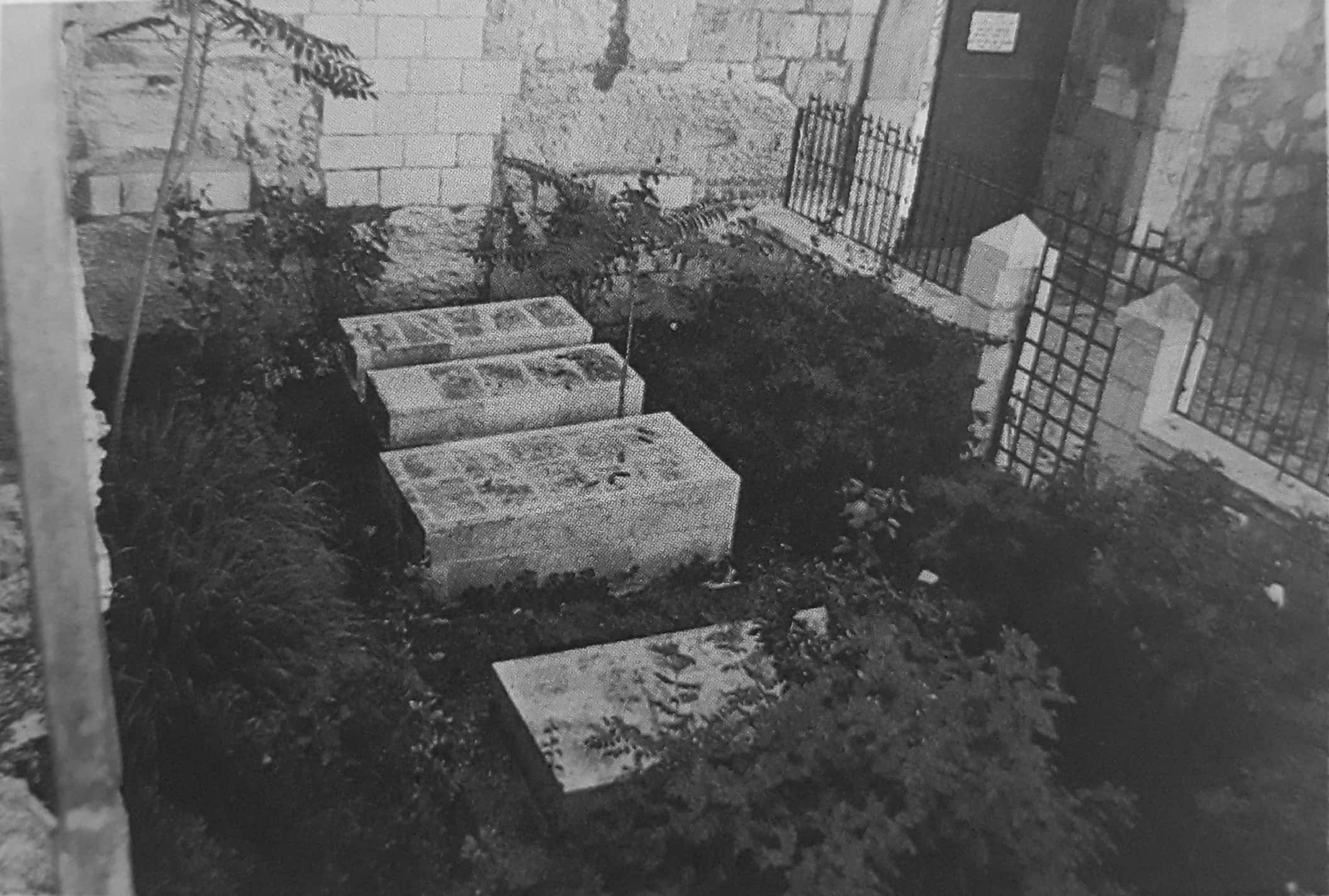
تربة أمراء الدولة الأخشيدية

تضم هذه التربة قبور الامراء الإخشيـديين، وهم: محمد بن طغج الإخشيد المتوفى في سنة 334هـ/ 459م، وأبو القاسم أنوجور المتوفى في سنة 349هـ /960م، وعلي بن محمد بن طغج الإخشيد المتوفى في سنة 355هـ. ويجدر الإشارة إلى أن المؤرخين لم يحددوا مكان الدفن. وانقسموا في نحديد مكان دفن كافـور.
قامت لجنة إعمار المسجد الأقصى بترميمها وإصلاحها. ووضعت لوحة كتابية رخامية تبين ذلك.